# Navia viridis
Navia viridis är en gräsväxtart som beskrevs av Lyman Bradford Smith. Navia viridis ingår i släktet Navia och familjen Bromeliaceae. Inga underarter finns listade i Catalogue of Life.